# Ryan Decenzo
Ryan Decenzo (Vancouver, Canadá, 20 de julho de 1986) é um skatista canadense.
Nos X Games de 2010, Ryan conseguiu a medalha de bronze no skate street, ficando atrás apenas do campeão Ryan Sheckler e do medalhista de prata Nyjah Huston. Já nos X Games de 2011, Ryan conseguiu o prata no Skate Real Street (que é uma disputa em que vários competidores mandam seus video andando de skate, a as pessoas votam pela internet qual foi o melhor video) e o ouro no Skateboard Game of SK8. Também foi para a final do skate street, mas ficou em 5° lugar.
Em 2012 novamente participou dos X Games, ficando em 5º lugar na modalidade street e, em 1º lugar no Skateboard Game of SK8 (sendo bicampeão dessa modalidade).